# I'm a Celebrity…Get Me Out of Here!
I'm a Celebrity... Get Me Out of Here! är en ursprungligen brittisk realityserie där ett antal avdankade kändisar lever i djungeln och utför olika uppdrag under några veckors tid. Showen sändes för första gången i Storbritannien under 2002 och blev en succé för ITV som därefter gjort flera nya omgångar. Sedan dess har programmet sålts vidare och gjorts i versioner av USA, Nederländerna, Italien och Tyskland.
Kort efter att amerikanska NBC offentliggjort att de ämnade göra en andra amerikansk omgång av serien hakade Sverige på. TV4 avslöjade under 2009 att en svensk version av serien skulle komma att spelas in. Detta blev första gången serien producerades av ett land i Skandinavien. Den svenska versionen gick sin första säsong under namnet Kändisdjungeln. Programledare för den första säsongen var Tilde de Paula och David Hellenius.